# Eugen Ernst (Politiker)

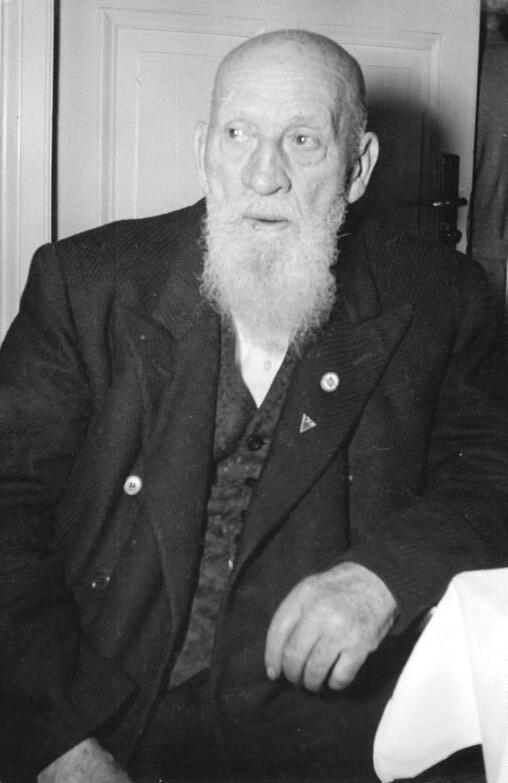
Eugen Ernst 1952, zwei Jahre vor seinem Tod

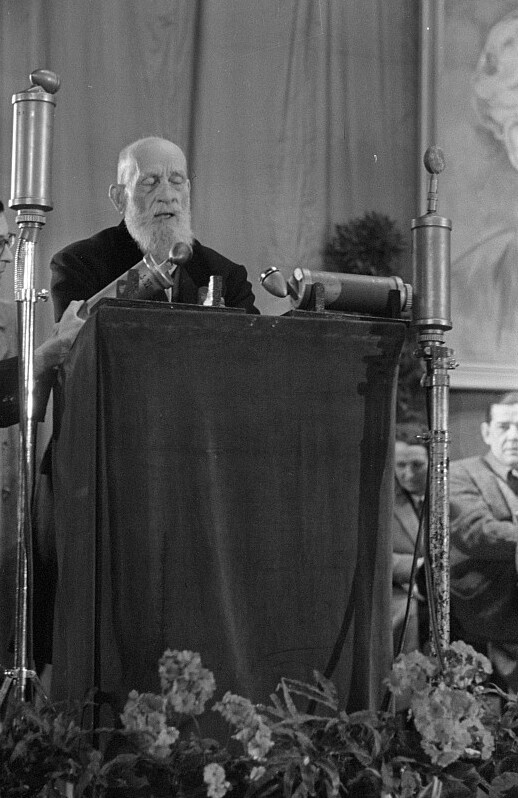
Eugen Ernst spricht auf dem Parteitag zur Vereinigung von SPD und KPD 1946

Eugen Ernst (* 20. September 1864 in Murowana-Goslin, Provinz Posen; † 31. Mai 1954 in Werder (Havel)) war ein deutscher Politiker der SPD und später der SED.

## Leben und Wirken
Ernst, Sohn eines Tischlermeisters, lernte den Beruf des Buchdruckers. Bis 1892 war er in diesem Beruf auch tätig. Im Jahr 1884 trat Ernst den freien Gewerkschaften und 1886 der SPD bei. Innerhalb des 6. Berliner Wahlkreises hatte er verschiedene Funktionen inne, unter anderem 1896 die des Vorsitzenden. Zwischen 1891 und 1893 war er Vertrauensmann und Vorsitzender der innerparteilichen Oppositionsgruppe der „Jungen“. Beruflich arbeitete er ab 1892 für den Vorwärts zunächst als Druckereifaktor. In den Jahren 1902 und 1903 war Ernst Geschäftsführer und Firmenträger und von 1903 bis 1918 Hausverwalter der Buchdruckerei Vorwärts. Zunächst nur in den Jahren 1900 und 1901 war er Mitglied im zentralen Parteivorstand. Danach zumindest zwischen 1905 und 1913 Mitglied der Kontrollkommission. Zwischen 1915 und 1917 war er Vorsitzender des Verbandes der sozialdemokratischen Wahlvereine von Großberlin. Von 1907 bis 1918 war Ernst Vorsitzender der sozialdemokratischen Landeskommission für Preußen und von 1917 bis 1919 erneut Mitglied des Parteivorstandes.
Während der Novemberrevolution war Ernst Mitglied im Arbeiter- und Soldatenrat von Großberlin und von 1919 bis 1920 Mitglied der Weimarer Nationalversammlung. Im preußischen Rat der Volksbeauftragten war er bis März 1919 Minister. Von Januar 1919 bis März 1920 war Ernst als Nachfolger Emil Eichhorns Polizeipräsident in Berlin, dann von Mai 1920 bis 1926 Polizeipräsident und zeitweilig Reichskommissar in Breslau. Danach trat Ernst von 1926 bis 1933 als Stadtrat in Werder (Havel) überregional nicht länger in Erscheinung.
Nach dem Ende der nationalsozialistischen Herrschaft 1945 wieder SPD-Mitglied geworden, vollzog Ernst 1946 deren Zwangsvereinigung mit der KPD zur SED mit. Im Jahr 1948 veröffentlichte der Landesvorstand der SED Groß-Berlin unter dem Titel Ein Leben für die Arbeiterbewegung. Ein Ansporn für unsere Jugend seine Autobiographie. Das Vorwort schrieb Karl Litke.